# Phryno septentrionalis
Phryno septentrionalis är en tvåvingeart som först beskrevs av Walker 1866.  Phryno septentrionalis ingår i släktet Phryno och familjen parasitflugor.
Artens utbredningsområde är British Columbia. Inga underarter finns listade i Catalogue of Life.